# Ноттингемский университет

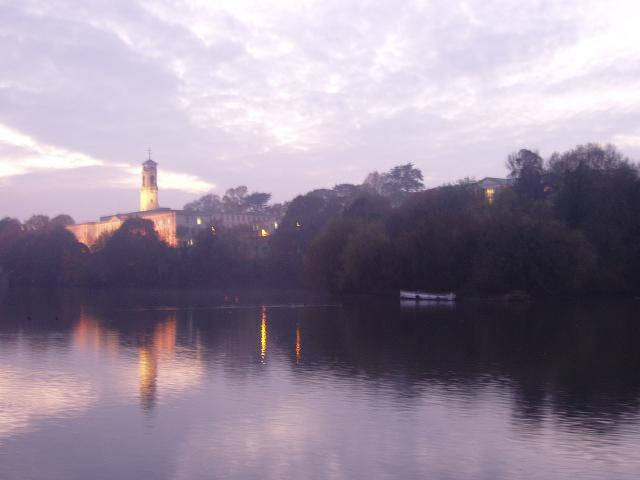
Здание Трента и озеро Хайфилдс, кампус в Университетском парке

Ноттингемский университет (англ. The University of Nottingham) — один из крупнейших и престижных университетов Великобритании и мира. Этот публичный исследовательский университет расположен в Ноттингеме (Англия). Также имеет кампусы c 2002 года в Куала-Лумпуре (Малайзия, см. Ноттингемский университет в Малайзии) и с 2004 года в Нинбо (Китай), который является первым иностранным университетом когда-либо открытым в Китайской Народной Республике.
Университет основан в 1881 году и получил Королевскую хартию в 1948 году. Входит в состав элитной группы «Рассел», M5 Universities, Universitas 21, Ассоциации университетов Содружества и Ассоциации университетов Европы. По своей популярности Ноттингемский университет входит в первую пятёрку в Великобритании, и по словам одной из публикаций в Times, является «основной альтернативой Оксбриджу (Оксфордский и Кембриджский Университеты)».
По состоянию на 2018 год Ноттингемский университет занимает шестую строчку среди самых востребованных среди абитуриентов университетов Великобритании со средним показателем в 10 человек на место, при том, что бюджетных мест, как и во всех вузах Великобритании, в нём нет. Университет входит в десятку лучших университетов Великобритании и в ТОП-85 в мире, согласно QS World University Rankings.

## История
История Ноттингемского университета восходит к школе для образования взрослых, основанной в 1798 году. В 1873 году Кембриджский университет начал читать при этой школе университетские курсы (University Extension Lectures) — подобная практика не имела до того прецедента в Великобритании.
История самого вуза начинается с основания Ноттингемского университетского колледжа в 1881 году в составе Лондонского университета. В 1875 году анонимный спонсор пожертвовал 10000 фунтов на то, чтобы школа и функционировавшие при ней университетские курсы функционировали постоянно и смогли переехать в новое здание, первый камень которого заложил в 1877 году бывший премьер-министр Уильям Юарт Гладстон, а в 1881 году здание в неоготическом стиле на Шекспир-Стрит открыл принц Леопольд, герцог Олбани. В 1881 году в нём были всего 4 профессора — литературы, физики, химии и естественных наук. Затем были учреждены новые факультеты и кафедры: инженерных наук в 1884 году, классических исследований и философии в 1893 году, французского языка в 1897 году и педагогики в 1905 году; тогда же, в 1905 году, факультет физики и математики был разделён на два самостоятельных. В 1911 году учреждены факультеты английского языка и горного дела, в 1912 году экономики и геолого-географический, в 1914 году истории, в 1923 году образования взрослых, а в 1925 году Фармацевтическая школа.
В 1920-х годах университет переехал из центра Ноттингема в крупный кампус на окраине города (Университетский парк).
В период с 1881 по 1947 год студенты Ноттингемского университетского колледжа получали степени в Лондонском университете, однако в 1948 году, с получением королевской хартии, колледж был преобразован в университет и сам стал присуждать степени.

## Интересные факты
- Учёные университета создали самую миниатюрную таблицу Менделеева. Взяв в качестве «подложки» волос профессора Мартина Полякова, сотрудники его лаборатории, с помощью ионного пучка и электронного микроскопа, нанесли на него обозначения всех 118 элементов таблицы Менделеева и подарили его профессору на день рождения.[6][7]